# Rio Arques
Arques é um rio costeiro localizado no departamento Seine-Maritime, na região da Normandia, noroeste da França. Tem apenas 6 km de comprimento mas uma bacia hidrográfica relativamente grande, pois o Arques é formado pela confluência de três rios maiores que convergem em Arques-la-Bataille: o [rio Eaulne]], o rio Béthune e o rio Varenne que drenam as regiões denominadas Pays de Caux e Pays de Bray.